# Bushbuckridge Local Municipality
Die Bushbuckridge Local Municipality ist eine Lokalgemeinde im Distrikt Ehlanzeni der südafrikanischen Provinz Mpumalanga. Der Verwaltungssitz der Gemeinde befindet sich in Bushbuckridge. Bürgermeisterin ist Sylvia Nxumalo.
Die Gemeinde ist benannt nach dem Verwaltungssitz, dessen Name „Grat des Buschbocks“ bedeutet, in Afrikaans Bosbokrand. Es geht dabei um eine Bergkette östlich von Pilgrim’s Rest, wonach der Ort benannt wurde. Der namentliche Bezug bedeutet, dass die Region vor langer Zeit von vielen dieser Tiere bewohnt war.
Ein Teil der Gemeinde liegt im Kruger-Nationalpark.
Im Zuge der Auflösung der Provinz Transvaal im Jahr 1994 kam der größte Teil des heutigen Gemeindegebiets zur Provinz Limpopo. Nach heftigen Protesten wurde die Gemeinde schließlich 2006 der Provinz Mpumalanga zugeschlagen. Die Bushbuckridge Residents Association (BRA) ist seither eine der wenigen örtlichen politischen Vereinigungen des Landes mit überörtlicher Bedeutung. Sie hält in der Provincial Legislature von Mpumalanga einen Sitz und nimmt auch an nationalen Wahlen teil. Im Rat der Gemeinde hält sie seit 2016 14 der 76 Sitze.

## Städte und Orte
| - Acornhoek - Bolla-Tau - Burlington - Bushbuckridge - Buyisonto - Dingledayle - Edinburgh - eMakhazeni | - Ga-Josepha - GaBoelang - Godide - Hlanganani - Hluvukani - Islington - Kamalamule - Kgapamadi | - Khokhamoya - Khomanani - Kumana - Legokgwe - Lillydale - Ludlow - Maboke - Madyembeni | - Mafemani - Mahlobyanini - Mahukule - Mamelodi - Manyakatana - Maotole - Mapulaneng View - Marite | - Matenten - Matsavana - Maviljan - Merry Pebble Stream - Mhlumeni - Mkhuhlu - Motlamogale - New Forest | - Orinoco - Rooiboklaagte - Shata - Shatale - Thabakgolo - Thulamahashe - Tiyimeleni - Tsakani | - Violetbank - Welverdiend - Xanthia - Xikhusese - Zoeknog |

## Bevölkerung
Im Jahre 2011 hatte die Gemeinde 538.593 Einwohner in 134.197 Haushalten auf einer Fläche von 10.249,93 km². Davon waren 99,5 % schwarz. Erstsprache war zu 56,8 % Xitsonga, zu 24,5 % Sepedi, zu 7,8 % Siswati, zu 5,4 % Sesotho, zu 3,3 % isiZulu und zu 0,7 % Englisch.